# Aleatorische muziek
Aleatorische muziek (uit het Latijn: alea ='dobbelsteen') is muziek waarbij bewust gebruik wordt gemaakt van toeval en onberekenbare factoren.
Aleatoriek betekent in de muziek, de kunst en literatuur, het voortbrengen van artistieke structuren door middel van improvisatorische of combinatorische toevalsoperaties. De term aleatoriek is daarbij niet identiek met de term "willekeurig" of "arbitrair". Aleatoriek beschrijft een bepaalde, niet opzettelijke vertolkte verschijningsvorm van een artistiek werk.
In zijn Théorie des fonctions aléatoires gebruikte André Blanc-Lapierre in Europa deze term voor het eerst. Werner Meyer-Eppler heeft in mei 1954 in zijn werk Statistische und psychologische Klangprobleme (in: die Reihe 1: elektronische Musik. Informationen über serielle Musik, Wenen 1955, pagina 22), de term aleatoriek uitgelegd als: proces waarvan de loop in grote lijnen vastgelegd is, maar in het detail van het toeval afhankelijk is.
Meyer-Eppler noemt niet het ongecontroleerde toeval aleatorisch. Aleatorisch zijn kleine, maar merkbare schommelingen binnen een vastgelegd raam.
Aleatorisch zijn ook modulaties in traditionele muziekinstrumenten, die - afhankelijk van de constructie en versterkt door het gebruikte materiaal - lichte, onzuivere schommelingen in het klankbeeld aantonen, die de luisteraar als warm aanvoelt.
De aleatoriek, of toevalsmuziek, ontwikkelde zich vanuit de Verenigde Staten als reactie op het rekenkundige en precieze van de seriële muziek. De aleatorische muziek ontstond in de jaren 50 van de 20e eeuw vanuit het avant-gardisme. De aleatorische muziek werd binnen de muziek uit de 20e eeuw, aan het einde van de jaren 50, belangrijk en staat in verband met de Fluxus-beweging.
De term aleatorisch werd door Karlheinz Stockhausen en Pierre Boulez voor de Darmstädter Ferienkurse gebruikt. Als gevolg daarvan werden de termen aleatorisch en aleatoriek opgenomen in de woordenschat van een grote kring van componisten, muzikanten en publicisten.
Experimentele-rockbands als Velvet Underground (Lady Godiva's Operation) en Sonic Youth (Bull in the Heather) maken in hun liedjes veelvuldig gebruik van aleatorische elementen om hun muziek meer spanning te geven.
In de hedendaagse filmmuziek wordt regelmatig gebruikgemaakt van beperkte aleatorische compositietechnieken om het gevoel van dramatiek, urgentie of chaos in een bepaalde scène te versterken (meestal in de partituur aangeduid als 'ad lib.' ofwel door middel van grafische tekens). John Williams maakt veelvuldig gebruik van aleatoriek in zijn score voor de film Images (1972), evenals in zijn recentere score voor Steven Spielbergs Jurassic Park: The Lost World (1997). Andere voorbeelden kunnen gevonden worden in de muziek van Jerry Goldsmith, Mark Snow, en anderen.

## Toeval versus kansrekening
Terwijl de Amerikaanse componist John Cage bijvoorbeeld de I Tjing gebruikte om de keuze door het toeval te vervangen, of vliegenpoep op een vel muziekpapier, of radiostations op willekeurige golflengtes, publiceerde de Griekse componist Iannis Xenakis in 1963 zijn boek Musiques formelles, waarbij hij de kansrekening gebruikte om stochastische verdelingen van klankbewegingen te kunnen berekenen. Geïnspireerd hierop componeerden Brian Eno en David Bowie hun ambient-composities op Low deels met een dobbelsteen om de tonen een willekeurige opvolging te geven.

## Muziekhistorisch
Uit muziekhistorisch gezichtspunt is het gebruik van toevalsoperaties in een compositie geen verdienste van de moderne muziek; al in de middeleeuwen gooiden monniken vier gebogen ijzeren staven volgens het principe van het toeval, om een mooie melodie te krijgen. In latere eeuwen kan men misschien de cadenzen voor de solisten als voorlopers van de aleatoriek zien; deze cadenzen waren lange tijd - tot Ludwig van Beethoven - vrij te improviseren, aangegeven door het woord ad libitum in de muzieknotatie. Herhaaldelijk wangebruik leidde ertoe dat componisten ook de cadenzen gedetailleerd gingen opschrijven, en daarmee niets aan het toeval overlieten.
Ook Wolfgang Amadeus Mozart gebruikte in zijn Musikalisches Würfelspiel het toeval en liet de luisteraars met twee dobbelstenen willekeurig walsmaten selecteren.
De nieuwe tijd poogde aan het starre muzieksysteem te ontsnappen en zo vindt men in vele werken passages, waar de notatie ophoudt en de muzikanten gelegenheid voor een vrije improvisatie wordt geboden.

## Publicaties
- Arnold Schering: Das Symbol in der Musik (1945)
- Witold Lutosławski: Zwölfton-Harmonik - Formbildung - "aleatorischer Kontrapunkt". Bela Verlag Köln. 1996. 760 p. ISBN 3931430049
- Holger Schulze: Das aleatorische Spiel - Theorie der Werkgenese. Band 1., W. Fink, München. 2000. ISBN 3770534727
- Matthias Hermann: Musik des 20. Jahrhunderts - 2. Weiterentwicklung des Serialismus, Reaktionen auf den Serialismus, Aleatorik und offene Form, Postserielle Konzepte. Pfau Verlag. 2002. 159 p. ISBN 3897272172